# 667 Деніз
667 Деніз (667 Denise) — астероїд головного поясу, відкритий 23 липня 1908 року.
Тіссеранів параметр щодо Юпітера — 3,022.